# Olesno (gemeente in powiat Dąbrowski)
De gemeente Olesno is een landgemeente in het Poolse woiwodschap Klein-Polen, in powiat Dąbrowski.
De zetel van de gemeente is in Olesno.
Op 30 juni 2004 telde de gemeente 7595 inwoners.

## Oppervlakte gegevens
In 2002 bedroeg de totale oppervlakte van gemeente Olesno 77,77 km², waarvan:
- agrarisch gebied: 82%
- bossen: 8%

De gemeente beslaat 14,76% van de totale oppervlakte van de powiat.

## Demografie
Stand op 30 juni 2004:
| Omschrijving                   | Totaal | Totaal | Vrouwen | Vrouwen | Mannen | Mannen |
| ------------------------------ | ------ | ------ | ------- | ------- | ------ | ------ |
| eenheid                        | aantal | %      | aantal  | %       | aantal | %      |
| inwoners                       | 7595   | 100    | 3826    | 50,4    | 3769   | 49,6   |
| bevolkingsdichtheid (inw./km²) | 97,7   | 97,7   | 49,2    | 49,2    | 48,5   | 48,5   |

In 2002 bedroeg het gemiddelde inkomen per inwoner 1007,2 zł.

## Plaatsen
sołectwo:
- Adamierz
- Ćwików
- Dąbrówka Gorzycka
- Dąbrówki Breńskie
- Niwki
- Olesno
- Oleśnica
- Pilcza Żelichowska
- Podborze
- Swarzów
- Wielopole
- Zalipie

## Aangrenzende gemeenten
Bolesław, Dąbrowa Tarnowska, Gręboszów, Mędrzechów, Żabno